# Berger de Bergame
Pour les articles homonymes, voir Berger (homonymie), Bergame et Bergamasque.
Le berger de Bergame est une race de chien d'origine italienne. La Fédération cynologique internationale le reconnaît sous le nom de cane da pastore bergamasco. On l'appelle parfois aussi bergamasque. Il était à l'origine destiné à conduire et garder les troupeaux de moutons.

## Description
Magnifique berger, ce chien reconnaissable à sa robe est le cousin du berger de Brie. Il y a deux types de poil, le poil en forme de nœud et le poil comme le Briard (rêche). Il y a plusieurs types de couleurs, le noir opaque, le brun clair, foncé, le beige, le gris clair, foncé, le blond, le blanc, le fauve, l'arlequin et toutes autres couleurs à deux, trois, voire quatre couleurs différentes. Ses yeux peuvent être brun clair ou foncé, gris clair ou foncé et bleu ce qui est peu fréquent. La queue est portée en sabre et les oreilles sont triangulaires. Il mesure entre 54 et 62 cm et le poids est de 26 à 38 kg.

## Histoire
Cette ancienne race de chiens de garde des troupeaux a essaimé dans toute la région des Alpes italiennes. l'effectif de ces chiens était tout spécialement grand dans les vallées bergamasques, où l'élevage du mouton était fortement développé.
Originaire de la région de Bergame, en Italie, ce chien est connu depuis plus de 2 000 ans. Créé par les romains pour garder les troupeaux et tenir les loups à distance, il compte dans ses ascendants des Bergers français et asiatiques.
Malheureusement, bien que cette race possède un physique et un caractère exceptionnels, elle n’est pas très répandue parce que sa robe particulière « effraie » les acheteurs potentiels. En réalité, la robe du Berger de Bergame ne devrait jamais être toilettée. Elle peut être lavée (il est même conseillé de le faire régulièrement parce qu’elle se salit vite) mais ne doit pas être brossée ; il suffit de la laisser sécher au soleil. Ainsi, malgré les apparences, c’est une des robes les plus faciles à entretenir qui soit.

## Utilisation
C'est un chien de berger destiné à la conduite et à la garde des troupeaux.